# Woja (Rehau)
Woja ist ein Gemeindeteil der Stadt Rehau im Landkreis Hof (Oberfranken, Bayern).

## Lage
Woja liegt 4 km nordwestlich von Rehau sowie 3 km östlich von Oberkotzau; etwa 1 km südöstlich von Woja befindet sich Wurlitz. Südlich des Dorfes erstreckt sich die Wojaleite mit einer für die Gegend ungewöhnlichen Flora sowie das Gebiet, das die Schwesnitz durchfließt. In der Ortsmitte befindet sich die ehemalige Turmhügelburg Woja.

## Geschichte
Eine erste urkundliche Erwähnung war 1288, als Konrad von Lüchau den Zehnt von Woja an das Egerer Klarakloster abgab. Niklas von Kotzau besaß ab 1390 das gesamte Dorf. 1789 wurde urkundlich eine der Heiligen Katharina geweihte Kapelle genannt, deren Standort heute unbekannt ist. Später erfolgte die Bindung an die Gemeinde Wurlitz, mit der Woja am 1. Mai 1978 im Zuge der Gebietsreform in Bayern in die Stadt Rehau eingegliedert wurde.